# Kálium-tetrajodo-merkurát
A kálium-tetrajodo-merkurát(II) egy szervetlen vegyület, mely kálium kationból és tetrajodo-merkurát anionból épül fel, képlete K2[ HgI4]. Főleg Nessler-reagensként alkalmazzák 0,09 mol/dm³ koncentrációban, 2,5 mol/dm³-es kálium-hidroxid oldattal keverve. Ammónia kimutatására használatos.

## Előállítása és szerkezete
Higany(II)-jodidot és kálium-jodidot tartalmazó tömény vizes oldatból kikristályosítva fakó narancssárga színű KHgI3·H2O monohidrát válik ki. Ez a trijodo-komplex vizes oldatban jodidot vesz fel, így képez tetrajodo dianiont.
Előállítható higany(II)-kloridból is kálium-jodiddal:
{\displaystyle \mathrm {HgCl_{2}+4\ KI\longrightarrow K_{2}[HgI_{4}]+2\ KCl} }
Vizes oldatban reakcióba lép a réz(I)-sókkal, Cu2[HgI4] képletű csapadék képződik.

## Nessler-reagens
A Nessler-reagens, vagy Nessler-féle kémszer Julius Neßler után lett elnevezve. Kálium-tetrajodo-merkurát vizes oldatát hívjuk így. Ez a halvány színű oldat ammónia jelenlétében besárgul, nagyobb koncentrációban barna csapadékot képez vele.
A csapadék 3 HgO·Hg(NH3)2I2 és NH2·Hg2I3 vegyületekből áll.
A Nessler-reagenst általában higany(II)-klorid és kálium-jodid egyesítésével nyerik és Nessler-csövekben használják.

## Thoulet-oldat
K2HgI4 tömény vizes oldatára olykor Thoulet-oldatként hivatkoznak. A Clerici-oldathoz hasonlóan a Thoulet-oldat is egy sűrű folyadék, a szilárd anyagok sűrűségének meghatározására használják.

## Fordítás
Ez a szócikk részben vagy egészben  a   Potassium tetraiodomercurate(II) című angol Wikipédia-szócikk ezen változatának fordításán alapul.  Az eredeti cikk szerkesztőit annak laptörténete sorolja fel. Ez a jelzés csupán a megfogalmazás eredetét és a szerzői jogokat jelzi, nem szolgál a cikkben szereplő információk forrásmegjelöléseként.